# ジャージー規則

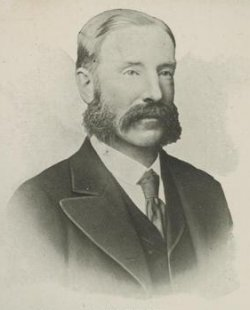
制定時のジョッキークラブ会長、第7代ジャージー伯爵ヴィクター・チャイルド・ヴィリアーズ

ジャージー規則（じゃーじーきそく、Jersey Act）とは、イギリスのジョッキークラブがかつて定めていたサラブレッドの定義のことである。1949年撤廃された。規則名の由来は当時のジョッキークラブ会長の名前より。

## 解説
ジャージー規則の内容は、先祖の全てがジェネラルスタッドブックに収録されている馬にさかのぼれなければジェネラルスタッドブックに登録しない。つまりサラブレッドとは認めないとしたものであり、サラブレッドの定義の中でも最も条件が厳しい。これは1909年にジェネラルスタッドブック第21巻に記載され、1913年の第22巻ではさらに強化された。（＊サラブレッドの定義が初めて決められたのが1901年（第19巻）、この時は現在とほぼ同じ「父母8代に渡ってサラブレッドとしての先祖関係を証明できること」であった。）
この規則が成立する少し前、それまでの馬匹改良によって高いレベルに達していたアメリカのサラブレッドが数多くイギリスに輸入され、その中には伝統あるクラシック競走に優勝する馬が出現した。この事にイギリスは屈辱を感じ、またアメリカのサラブレッドの中には、ジェネラルスタッドブックに記載されずにアメリカに輸出されたサラブレッドの血や、南北戦争などで血統書が失われたサラブレッドの血を含むためサラブレッドの純血性が失われるのではないかとも危惧していた。このような背景でジョッキークラブはジャージー規則を決めアメリカのサラブレッドと、その血を持つサラブレッド（イギリス内ではサラブレッド系種）を締め出しにかかったのである。
この影響を受けた最も重要なサラブレッドは1914年の英ダービー馬ダーバーだった。

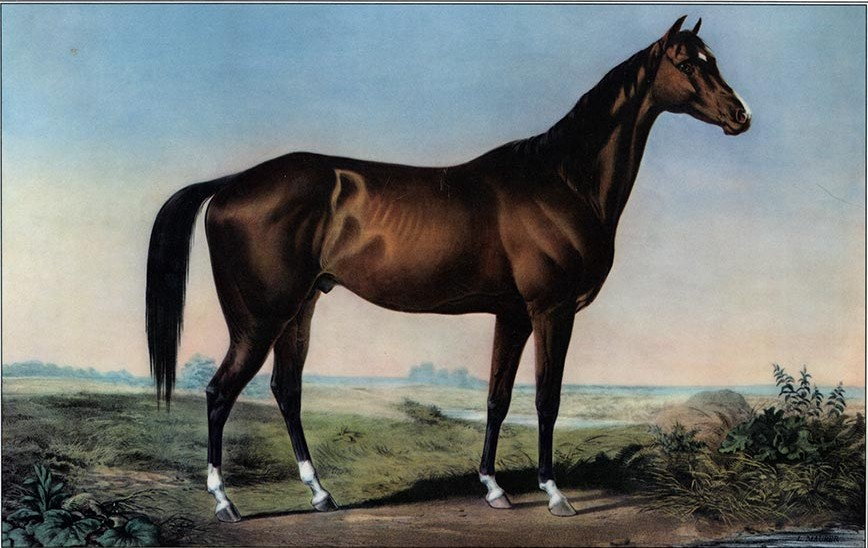
種牡馬としても成功したレキシントンの血統中にはジェネラルスタッドブックに遡れない馬の血が含まれていた

折りしもアメリカは1920年から禁酒法時代を迎え、多くの州で馬券発行が禁止されヨーロッパに多数のサラブレッドが流出したが、イギリス国内ではそれら全てがサラブレッドとして認められなかった。だが、サラブレッド系種としてイギリス国内で走ることは禁止されていなかったため、1914年にはダーバー（父父がセントサイモンだが、母方に米血であるレキシントンを持つ）がエプソムダービーに優勝している。その後、イギリスはアメリカのサラブレッドの血を使えなかったため（ただし規則成立以前に輸入されていたアメリカ血統は使えた）、イギリス・アメリカの血を自由に使えたフランス（米血を使える上、当然セントサイモンに代表される英血も使えるため遺伝子資源の面で優位になった）に対し、相対的に馬のレベルの低下を引き起こし、フランスからの遠征馬にイギリス国内の大レースが数多く勝たれるという現象を生じた。特にトウルビヨン出現以後はその現象が顕著になり、ついに1949年、米仏からの強い抗議もありジャージー規則は撤廃された。